# Batalha de Majadahonda
A Batalha de Majadahonda (11 de agosto de 1812) viu uma divisão de cavalaria imperial francesa liderada por Anne-François-Charles Trelliard atacar duas brigadas de cavalaria sob o comando de Benjamin d'Urban e que formava a guarda avançada de Arthur Wellesley, 1.º Duque de Wellington. A brigada principal de Trelliard derrotou os cavaleiros portugueses de d'Urban e invadiu três posições de canhões britânicos. Cavalaria da Legião Alemã do Rei (KGL) liderada por Eberhardt Otto George von Bockinter veio para deter os cavaleiros imperiais franceses, mas foi finalmente obrigado a se retirar quando Trelliard comprometeu sua segunda e terceira brigadas na luta. A cavalaria imperial francesa foi incapaz de lidar com um batalhão de infantaria KGL defendendo uma aldeia e eles se retiraram com a aproximação de cavalaria e infantaria britânica adicionais. Esta ação da Guerra Peninsular foi travada perto de Majadahonda, localizada a 16 quilômetros (9,9 milhas) a noroeste de Madri.

## Batalha
Após a grande vitória do General Arthur Wellesley, 1º Duque de Wellington na Batalha de Salamanca, o Exército Anglo-Português avançou sobre Madri a partir do noroeste. A 11 de agosto, os 1º, 11º e 12º Dragões da brigada portuguesa de D'Urban formaram a guarda avançada de Wellington. Atrás deles estava a brigada de Bock sob o comando do Coronel de Jonquières, composta pelos Dragões da 1ª e 2ª Legião Alemã do Rei (KGL). Mais atrás na coluna, o coronel Colin Halkett liderou o 1º e 2º batalhões de infantaria leve KGL, mais 7 companhias do batalhão Brunswick Oels.

Os soldados de D'Urban foram surpreendidos pela divisão de Trelliard, que incluía os 13º, 18º, 19º e 22º Dragões, mais os Chevau-légers da Vestefália e os Dragões Napoleone italianos. Os cavaleiros portugueses foram derrotados e três canhões foram perdidos. Um frustrado D'Urban escreveu sobre seus soldados:
"Em Salamanca, eles me seguiram nas fileiras inimigas como dragões britânicos; ontem eles estavam tão longe de cumprir seu dever que na primeira carga eles foram longe o suficiente para me colocar nas fileiras inimigas. Na segunda, que (tendo-os reagrupado) Eu tentei precipitadamente, não consegui colocá-los a 20 metros do inimigo - eles me deixaram sozinho e desapareceram diante dos capacetes franceses como folhas antes do vento de outono."
Os dragões pesados de Bock logo chegaram e os cavaleiros portugueses se reuniram atrás deles. Com a ajuda do 1º Batalhão de Infantaria Ligeira KGL, a força anglo-portuguesa combinada conseguiu deter o avanço francês. Trelliard retirou-se após ouvir sobre reforços aliados adicionais. Na manhã seguinte, os aliados entraram em Majadahonda e descobriram os canhões perdidos.

## Resultado
Ao todo, 2 300 soldados luso-britânicos estavam engajados contra cerca de 2 000 franceses. Trelliard teve cerca de 200 baixas, em comparação com 176 perdas luso-britânicas. Bock com 14 mortos, 40 feridos e 7 capturados. D'Urban relatou 33 mortos, 52 feridos e 23 capturados. A infantaria KGL teve 7 homens feridos. O relato de Treilliard sobre a batalha levou à retirada apressada do rei José Bonaparte de Madri no dia seguinte. A próxima ação foi o Cerco de Burgos.
A guarda avançada luso-britânica foi severamente atacada em Majalahonda. Em menos de uma hora, eles perderam 200 homens mortos e feridos, 3 canhões capturados, enquanto um de seus dois comandantes de brigada (Coronel de Jonquiéres) e dois de seus cinco comandantes regimentais (Visconde de Barbaçena e Coronel Lobo) foram feitos prisioneiros. Os franceses abandonaram os 3 canhões após queimarem as carruagens. As baixas francesas foram provavelmente metade disso, com um oficial morto e 15 feridos, incluindo o coronel Reiset.
Os dragões da KGL se cobriram de glória, enquanto os portugueses se desonraram aos olhos do exército. O desempenho em Majadahonda apagou os louros conquistados em Salamanca. O Marechal Beresford, comandante do Exército Português, pensou que os dragões portugueses deveriam ser punidos e propôs o seguinte a Wellington: "Ordenei que não montassem novamente em um cavalo ou usassem uma espada até que pudessem, aproximando-se do inimigo, têm oportunidade de redimir o seu crédito... até então, pendurando as espadas nas selas, conduzem os cavalos, marchando eles próprios. Os portugueses têm muito sentimento e orgulho, e é a única maneira de trabalhar com eles ...".

Wellington, no entanto, pensou de forma diferente: "Quanto a enviar a cavalaria para a retaguarda, isso é impossível no momento. Ainda temos muito em nossas mãos e temos pior cavalaria do que nossos vizinhos; e um corpo comandado por tal um homem como D'Urban, embora não lute, é melhor do que nenhum. Na verdade, eles se comportaram de maneira infame e não devem ser empregados novamente sozinhos ou com nossa cavalaria, que galopa rápido demais para eles.